# Arttu Suuntala
Arttu Suuntala (18 de febrero de 1920 – 10 de diciembre de 1999) fue un cantante, músico y actor finlandés. 

## Biografía
Su verdadero nombre era Uuno Artturi Flinkhammar, y nació en Luumäki, Finlandia.
Suuntala cantó en giras y grabó canciones de cariados autores finlandeses, interpretando un total de 122 canciones, entre ellas "Ievan polkka" (1966), "Saarijärven polkka" (1972), "Viipurin polkka" (1973), "Myllykosken jenkka" (1960), "Kulkurin masurkka" (1965), "Vanha kulkuri" (1967), "Lapsuuden pihapuu" (1967 y 1976) y "Väliaikainen" (1971). Suuntala hizo susprimeras grabaciones en los años 1960 para el sello Triola, de la empresa Levytukku, así como para las discográficas Finnlevy y PSO.
Suuntala tenía buenas amistad con los actores Esa Pakarinen y Masa Niemi y, a pesar de ser conocido sobre todo como músico, también actuó en una cincuentena de producciones cinematográficas. Entre sus películas más destacadas figuran Majuri maantieltä (1954, con el papel de Lennart Touhu), Kaksi vanhaa tukkijätkää (1954, como Brynolf Varttinen), y Vodkaa, komisario Palmu, su última película, que dirigió en 1969 Matti Kassila, y en la cual era un oficial de policía. 
Además, Suuntala trabajó también como artista en el teatro de revista Punainen Mylly, en Helsinki, y produjo y presentó el popular programa radiofónico "Veitikka silmäkulmassa" a mediados de la década de 1960. En el programa se emitía principalmente música de los años 1930 y 1940, con un estilo divertido y relajado. También hizo desde la década de 1960 hasta la de 1980 varias giras con Pauli Granfelt por Estados Unidos, las cuales iban destinadas al público finlandés residente en aquel país. Como solista de la banda de Granfelt, Suuntala grabó varios discos de formato LP. 
En reconocimiento a su trayectoria, Suuntala recibió en el año 1985 una pensión como artista estatal, y en 1988 la medalla de plata al mérito de las Fuerzas de Defensa. 
Arttu Suuntala falleció en Turku, Finlandia, en el año 1999, a causa de un cáncer.

## Filmografía (selección)
- 1951 : Vain laulajapoikia
- 1952 : On lautalla pienoinen kahvila
- 1954 : Pekka ja Pätkä lumimiehen jäljillä
- 1954 : Majuri maantieltä
- 1954 : Hei, rillumarei!
- 1955 : Pekka ja Pätkä pahassa pulassa
- 1955 : Nukkekauppias ja kaunis Lilith
- 1955 : Villi Pohjola
- 1956 : Juha
- 1957 : Rakas varkaani
- 1958 : Pekka ja Pätkä Suezilla
- 1958 : Pekka ja Pätkä miljonääreinä
- 1959 : Pekka ja Pätkä mestarimaalareina
- 1959 : Ei ruumiita makuuhuoneeseen
- 1960 : Opettajatar seikkailee
- 1960 : Komisario Palmun erehdys
- 1960 : Kankkulan kaivolla
- 1960 : Isaskar Keturin ihmeelliset seikkailut
- 1960 : Pekka ja Pätkä neekereinä
- 1961 : Nuoruus vauhdissa
- 1961 : Tulipunainen kyyhkynen
- 1961 : Tyttö ja hattu
- 1962 : Taape tähtenä
- 1963 : Villin Pohjolan kulta
- 1969 : Vodkaa, komisario Palmu

## Discografía
- 1960 : Arttu Suuntala ja Humppaorkesteri (Triola)
- 1960 : Tanssikaa jenkkaa, tanssikaa polkkaa (Triola)
- 1960 : Yrjö Saarnion hilpeät musikantit (Triola)
- 1970 : Ilta Arttu Suuntalan seurassa (Finnlevy)
- 1971 : Vanhaan hyvään aikaan (PSO)
- 1972 : Sano morjens vaan − Arttu Suuntala laulaa polkkaa (PSO)
- 1973 : Konkaritanssit 3 (PSO)
- 1976 : Lapsuuden pihapuu (PSO)
- 1976 : Pelko pois, Rosemarie (Mellow)
- 1999 : Unohtumattomat (Warner Music)